# Proskynéze
Proskynéze (z řec. προσκύνησις [proskynésis] = „políbení“) je původem východní (perský) ceremoniál spočívající v pokleknutí nebo až v padnutí na zem před panovníkem a políbením země. Obecněji je to akt projevení pokory (až ponížení) před osobou vyššího sociálního statusu.
Proskynéze byla rozšířena v perské říši za Achaimenovců. Po dobytí říše Alexandrem Velikým chtěl tento ceremoniál Alexandr převzít a narazil u svých spolubojovníků na odpor, poněvadž podle jejich názoru šlo o ceremoniál nedůstojný pro svobodné lidi a vyhrazený jen pro uctívání bohů. To také nejspíše vedlo ke kulturní interpretaci, že Peršané uctívají svého krále jako boha.[zdroj?]
Proskynéze byla rovněž zavedena v Římě za pozdního císařství (dominátu). V rámci židovství a křesťanství byla přeměněna na gesto modlitby v náboženském smyslu.